# Bosilegrad
Bosilegrad (izvirno srbsko Босилеград) je naselje v Srbiji, ki je središče istoimenske občine; slednja pa je del Pčinjskega upravnega okraja. Več kot tri četrtine prebivalcev se opredeljuje za Bolgare, Srbov je le okoli 9%.

## Demografija
V naselju živi 2068 polnoletnih prebivalcev, pri čemer je njihova povprečna starost 37,0 let (36,9 pri moških in 37,1 pri ženskah). Naselje ima 890 gospodinjstev, pri čemer je povprečno število članov na gospodinjstvo 3,03.
To naselje je v glavnem bolgarsko (glede na rezultate popisa iz leta 2002), a v času zadnjih 3 popisov je opazen porast števila prebivalcev.
|  |

| Demografija | Demografija     | Demografija     |
| Leto        | Št. prebivalcev | Št. prebivalcev |
| ----------- | --------------- | --------------- |
|             |                 |                 |
|             |                 |                 |
|             |                 |                 |
|             |                 |                 |
| 1948        | 1233            |                 |
| 1953        | 1320            |                 |
| 1961        | 1355            |                 |
| 1971        | 1662            |                 |
| 1981        | 2029            |                 |
| 1991        | 2440            | 2439            |
| 2002        | 2743            | 2702            |
|             |                 |                 |

| Etnična sestava po popisu iz leta 2002 | Etnična sestava po popisu iz leta 2002 | Etnična sestava po popisu iz leta 2002 | Etnična sestava po popisu iz leta 2002 | Etnična sestava po popisu iz leta 2002 |
| -------------------------------------- | -------------------------------------- | -------------------------------------- | -------------------------------------- | -------------------------------------- |
| Bolgari                                | Bolgari                                |                                        | 2.072                                  | 76,68%                                 |
| Srbi                                   | Srbi                                   |                                        | 247                                    | 9,14%                                  |
| Jugoslovani                            | Jugoslovani                            |                                        | 24                                     | 0,88%                                  |
| Makedonci                              | Makedonci                              |                                        | 9                                      | 0,33%                                  |
| Slovenci                               | Slovenci                               |                                        | 3                                      | 0,11%                                  |
| Hrvati                                 | Hrvati                                 |                                        | 2                                      | 0,07%                                  |
| Slovaki                                | Slovaki                                |                                        | 1                                      | 0,03%                                  |
| Rusini                                 | Rusini                                 |                                        | 1                                      | 0,03%                                  |
| Vlahi                                  | Vlahi                                  |                                        | 1                                      | 0,03%                                  |
| Neznano                                | Neznano                                |                                        | 29                                     | 1,07%                                  |